# Zakaria El Ouahdi
Zakaria El Ouahdi (in arabo زكريا الواحدي‎?; Hoboken, 31 dicembre 2001) è un calciatore belga naturalizzato marocchino, difensore del Genk.

## Carriera

### Club
Ha iniziato la sua carriera calcistica con il Boom, dove ha debuttato in First Division Amateur ed in Coupe de Belgique. Nel 2021 è stato acquistato dal RWDM47 dove ha esordito il 14 agosto nell'incontro di Challenger Pro League vinto 3-1 contro il R.E. Mouscron.
Il 5 settembre 2023 è stato acquistato a titolo definitivo dal Genk.

### Nazionale
Ha giocato nella nazionale marocchina Under-23.
Nel 2024 ha partecipato ai Giochi Olimpici di Parigi, nei quali ha vinto la medaglia di bronzo.

## Statistiche

### Presenze e reti nei club
Statistiche aggiornate al 18 gennaio 2025.
| Stagione        | Squadra         | Campionato      | Campionato | Campionato | Coppe nazionali | Coppe nazionali | Coppe nazionali | Coppe continentali | Coppe continentali | Coppe continentali | Altre coppe | Altre coppe | Altre coppe | Totale | Totale | Totale |
| Stagione        | Squadra         | Comp            | Pres       | Reti       | Comp            | Pres            | Reti            | Comp               | Pres               | Reti               | Comp        | Pres        | Reti        | Pres   | Reti   |        |
| --------------- | --------------- | --------------- | ---------- | ---------- | --------------- | --------------- | --------------- | ------------------ | ------------------ | ------------------ | ----------- | ----------- | ----------- | ------ | ------ | ------ |
| 2020-2021       | Boom            | D1A             | 1          | 0          | CB              | 1               | 0               | -                  | -                  | -                  | -           | -           | -           | 2      | 0      |        |
| 2021-2022       | RWDM47          | D2              | 21+2       | 1          | CB              | 1               | 0               | -                  | -                  | -                  | -           | -           | -           | 24     | 1      |        |
| 2022-2023       | RWDM47          | D2              | 25         | 7          | CB              | 2               | 0               | -                  | -                  | -                  | -           | -           | -           | 27     | 7      |        |
| lug.-ago. 2023  | RWDM47          | D1              | 5          | 0          | CB              | 0               | 0               | -                  | -                  | -                  | -           | -           | -           | 5      | 0      |        |
| Totale RWDM47   | Totale RWDM47   | Totale RWDM47   | 51+2       | 8          |                 | 3               | 0               |                    | -                  | -                  |             | -           | -           | 56     | 8      |        |
| 2023-2024       | Genk            | D1              | 24         | 0          | CB              | 2               | 0               | UECL               | 1                  | 0                  | -           | -           | -           | 27     | 0      |        |
| 2024-2025       | Genk            | D1              | 20         | 2          | CB              | 3               | 1               | -                  | -                  | -                  | -           | -           | -           | 23     | 3      |        |
| Totale Genk     | Totale Genk     | Totale Genk     | 44         | 2          |                 | 5               | 1               |                    | 1                  | 0                  |             | -           | -           | 50     | 3      |        |
| Totale carriera | Totale carriera | Totale carriera | 98         | 10         |                 | 9               | 1               |                    | 1                  | 0                  |             | -           | -           | 108    | 11     |        |

## Palmarès

### Club

#### Competizioni nazionali
- Challenger Pro League: 1

RWDM47: 2022-2023